# Giải thưởng Âm nhạc Mỹ cho Album Đồng quê được yêu thích nhất

## Thập niên 2010
- Giải thưởng Âm nhạc Mỹ năm 2012
  - Carrie Underwood, Blown Away
- Giải thưởng Âm nhạc Mỹ năm 2011
  - Taylor Swift, Speak Now
- Giải thưởng Âm nhạc Mỹ năm 2010
  - Carrie Underwood, Play On

## Thập niên 2000
- Giải thưởng Âm nhạc Mỹ năm 2009
  - Taylor Swift, Fearless
- Giải thưởng Âm nhạc Mỹ năm 2008
  - Carrie Underwood, Carnival Ride
- Giải thưởng Âm nhạc Mỹ năm 2007
  - Carrie Underwood, Some Hearts
- Giải thưởng Âm nhạc Mỹ năm 2006
  - Tim McGraw, Tim McGraw Reflected: Greatest Hits Vol. 2
- Giải thưởng Âm nhạc Mỹ năm 2005
  - Tim McGraw, Live Like You Were Dying
- Giải thưởng Âm nhạc Mỹ năm 2004
  - Toby Keith, Shock'N Y'all
- Giải thưởng Âm nhạc Mỹ năm 2003 (tháng 11)
  - Toby Keith, Unleashed
- Giải thưởng Âm nhạc Mỹ năm 2003
  - Dixie Chicks, Home
- Giải thưởng Âm nhạc Mỹ năm 2002
  - Tim McGraw, Set This Circus Down
- Giải thưởng Âm nhạc Mỹ năm 2001
  - Faith Hill, Breathe
- Giải thưởng Âm nhạc Mỹ năm 2000
  - Garth Brooks, Double Live

## Thập niên 1990
- Giải thưởng Âm nhạc Mỹ năm 1999
  - Garth Brooks, Sevens
- Giải thưởng Âm nhạc Mỹ năm 1998
  - George Strait, Carrying Your Love with Me
- Giải thưởng Âm nhạc Mỹ năm 1997
  - George Strait, Blue Clear Sky
- Giải thưởng Âm nhạc Mỹ năm 1996
  - Garth Brooks, The Hits
- Giải thưởng Âm nhạc Mỹ năm 1995
  - Reba McEntire, Read My Mind
- Giải thưởng Âm nhạc Mỹ năm 1994
  - Alan Jackson, A Lot About Livin' (And a Little 'Bout Love)
- Giải thưởng Âm nhạc Mỹ năm 1993
  - Reba McEntire, For My Broken Heart
- Giải thưởng Âm nhạc Mỹ năm 1992
  - Garth Brooks, No Fences
- Giải thưởng Âm nhạc Mỹ năm 1991
  - Reba McEntire, Reba Live
- Giải thưởng Âm nhạc Mỹ năm 1990
  - Randy Travis, Old 8x10

## Thập niên 1980
- Giải thưởng Âm nhạc Mỹ năm 1989
  - Randy Travis, Always & Forever
- Giải thưởng Âm nhạc Mỹ năm 1988
  - Randy Travis, Always & Forever
- Giải thưởng Âm nhạc Mỹ năm 1987
  - Alabama, Greatest Hits
- Giải thưởng Âm nhạc Mỹ năm 1986
  - Alabama, 40-Hour Week
- Giải thưởng Âm nhạc Mỹ năm 1985
  - Kenny Rogers, Eyes That See in the Dark
- Giải thưởng Âm nhạc Mỹ năm 1984
  - Alabama, The Closer You Get...
- Giải thưởng Âm nhạc Mỹ năm 1983
  - Willie Nelson, Always on My Mind
- Giải thưởng Âm nhạc Mỹ năm 1982
  - Kenny Rogers, Greatest Hits
- Giải thưởng Âm nhạc Mỹ năm 1981
  - Kenny Rogers, The Gambler
- Giải thưởng Âm nhạc Mỹ năm 1980
  - Kenny Rogers, The Gambler

## Thập niên 1970
- Giải thưởng Âm nhạc Mỹ năm 1979
  - Kenny Rogers, Ten Years of Gold
- Giải thưởng Âm nhạc Mỹ năm 1978
  - Dolly Parton, New Harvest, First Gathering
- Giải thưởng Âm nhạc Mỹ năm 1977
  - Glen Campbell, Rhinestone Cowboy
- Giải thưởng Âm nhạc Mỹ năm 1976
  - John Denver, Back Home Again
- Giải thưởng Âm nhạc Mỹ năm 1975
  - Olivia Newton-John, Let Me Be There
- Giải thưởng Âm nhạc Mỹ năm 1974
  - Charley Pride, A Sun Shiny Day